# لهجات شبه الجزيرة العربية

خارطة بالألسن العربية. أغلبية الألسن التي يتحدثها أهالي الجزيرة العربية تشترك ببعض المميزات الفونولوجية والنحوية.

لهجات شبه الجزيرة العربية هي ألسُن عربية يتحدث بها سكان شبه الجزيرة العربية. تشترك هذه الألسن ببعض الخصائص الفونولوجية والنحوية، ويتفرع من كل لسان عدة لهجات.

## تفرعاتها
- اللهجة الخليجية: وغالبًا ما يُخلط بينها وبين لهجات شبه الجزيرة العربية خطأً. اللهجة الخليجية تُشير إلى لهجة مُعيَّنة يتحدث بها سكان ساحل الخليج العربي من الجانبين (الجزيرة العربية وإيران)[2][3][4]، ويبلغ عدد مُتحدِّثيها حوالي السبعة ملايين نسمة.
- اللهجة الحجازية: يُتكلم بها في السعودية صوب ساحل البحر الأحمر في مدينتي مكة وجدة خصوصًا. بشكل أدق، هناك لهجتان حجازيتان، حضريَّة وبدويَّة، إلا أن مصطلح اللهجة الحجازية غالبًا ما يُشير إلى اللهجة الحجازيَّة الحضريَّة التي يتكلمها أهالي مكة وجدة ينبع بالذات.
- اللهجة النجدية: من أبرز مميزاتها الفونولوجية تبديل الـ/q/ بالـ[d͡z] والـ/k/ بالـ[t͡s].
- اللهجة البحرانية: ويتُحدث بها في البحرين والقطيف.
- اللهجة اليمنية: هي عدة لهجات منها العدنية، والتهامية، والحضرمية، والصنعانية، واليافعية.[5][6]
- لهجة بدو بادية الشام: من أبرز مميزاتها الفونولوجية تبديل الـ/q/ بالـ[d͡z] والـ/k/ بالـ[t͡s].

## تقسيمها
وردت عدة تقسيمات مقترحة من باحثين علم اللهجات، فنذكر بعضها:

### المناطق
التقسيم حسب المناطق هو الأكثر شياعاً، وحسب هذا التصنيف توجد ثلاث مناطق كبيرة:
1. اللهجات الوسطى-الشرقية: تتضمن نجد، وشمال الجزيرة، وشرق الجزيرة، وأجزاء من الغرب. فمن هذه المجموعة اللهجات النجدية، والخليجية، والبحرانية، والعمانية.
2. اللهجات الجنوبية: تتضمن اليمن، ومناطق جنوب السعودية، وغرب عمان. ومن هذه المجموعة لهجات اليمن، والحضرمية، ولهجات جنوب السعودية، واللهجة الظفارية.
3. اللهجات الغربية: وهي اللهجات الحجازية البدوية، واللهجة الحجازية (الحضرية) وتفرعاتها، التي هي قريبة من مجموعة اللهجات المصرية وخاصة السودانية والصعيدية.

### الحضر والبدو
الفروق بين اللهجات الحضرية والبدوية أقل وضوحا في شبه الجزيرة مقارنة بالمناطق الأخرى. يقسم هولز
لهجات شبه الجزيرة (باستثناء الحجازية الحضرية) إلى مجموعة حضرية حول بعض المناطق الساحلية، ومجموعة بدوية في داخل شبه الجزيرة وانتشرت مع هجرات القبائل، وهي كما يلي:
- اللهجات البدوية (الداخلية): اللهجات النجدية، والخليجية، والحجازية البدوية، والعمانية البدوية، ومن الخصائص الشائعة فيها:
  - التنوين.
  - وزن «أفعل» (أصبح) للفعل الماضي.
  - النون في نهاية الأفعال الخمسة.
  - ضمائر الجماعة المؤنثة، مثل «هن».
  - أوزان الفعل المبني للمجهول الداخلية، أي أنها تتشكل بدون إضافة أحرف للفعل الأصل، مثل وزن «فُعِل» أو «يُفْعَل».
  - الاحتفاظ على الاسم الموصول «الذي».
  - عدم استخدام حرف إضافة، مثل «حق» أو «مال».
  - شيوع التقاء الساكنين في بدء الكلمة، وذلك ملاحظ في كلمة «بْدُوي». من ذلك قلب وزن «فَعَلَت» إلى «فْعَلَت».
  - ظاهرة قهوة.
- اللهجات الحضرية (الطرفية): اللهجة البحرانية، والعمانية الحضرية، ولهجات اليمن. ويلاحظ تأثرها باللغات السامية الأخرى، وخاصة اللغات العربية الجنوبية والأكدية، ومن الخصائص الشائعة فيها:
  - الكشكشة، وهي ظاهرة واقعة في اللغات العربية الجنوبية الحديثة والحبشية، وبالتحديد الكشكشة بحرف الشين، وليس بصوت «چ» (تش) كما يحدث في اللهجة الخليجية.
  - نطق مهموس لحرف القاف، فينطق مثل نطق الفصحى أو كحرف الكاف.
  - إضافة ضمير المتكلم «ـِنـ» لاسم الفاعل، مثل قول «أنا شايفنك».
  - إضافة حرف لاحق «-إه» في نهاية الجملة للدلال على السؤال، وهي تستخدم مثل «هل» ولكنها آخر الجملة.